# Jinghu
Jinghu (en chino, 镜湖; pinyin, Jìnghú, léase Ching-Ju) es un distrito urbano bajo la administración directa de la Prefectura Wuhu en la Provincia de Anhui, República Popular China.  Su área es de 114 km² y su población total para 2010 superó los 530 mil habitantes.

## Administración
Desde julio de 2023, el  Distrito Jinghu se divide en 10 pueblos que se administran en subdistritos.

## Lago Jing
El lago Jing (镜湖) es un pequeño lago ubicado en el centro de la ciudad de Wuhu, el contorno del lago es aproximadamente circular, razón por la cual se le llamó Jinghu (lago Espejo), a su vez sirve de topónimo para esta parte de la ciudad.